# Calle del Marqués de Cubas
La calle del Marqués de Cubas, antes llamada calle del Turco, es una calle del distrito Centro de Madrid.

## Situación
Comienza en la carrera de San Jerónimo, por detrás del antiguo palacio de Villahermosa, que alberga, desde su inauguración en 1992, al museo Thyssen-Bornemisza y termina en la calle de Alcalá, en un lateral del actual edificio del Banco de España. Tiene cruces con las calles de Zorilla y de los Madrazo, ambas calles que terminan en el paseo del Prado.

## Historia

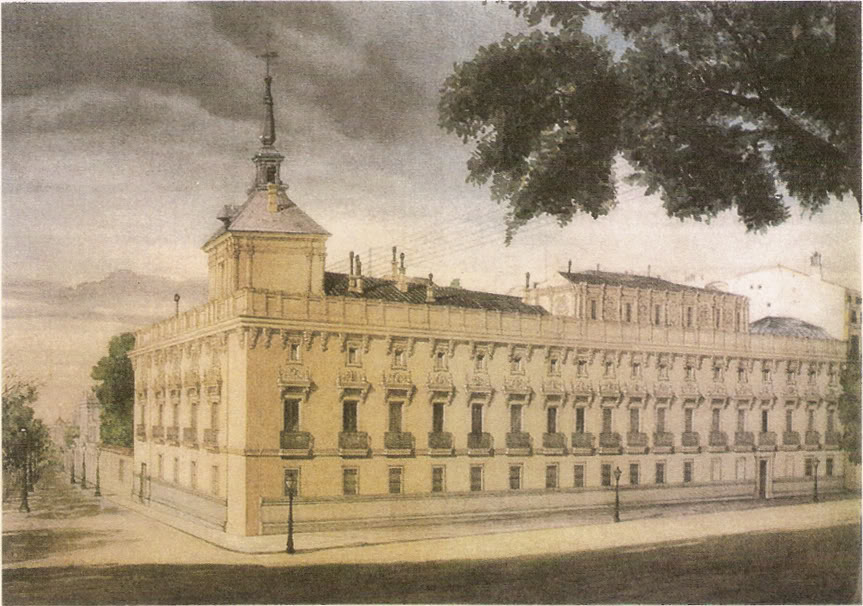
El desaparecido palacio de Alcañices, en una acuarela de Juan Zapater.

En el solar entre la calle del Turco y el paseo del Prado, con entrada en la calle de Alcalá, tenía su corral de comedias la compañía italiana Los Trufaldines antes de trasladarse al Teatro de los Caños del Peral, edificio construido expresamente por ellos donde actualmente se encuentra el Teatro Real.

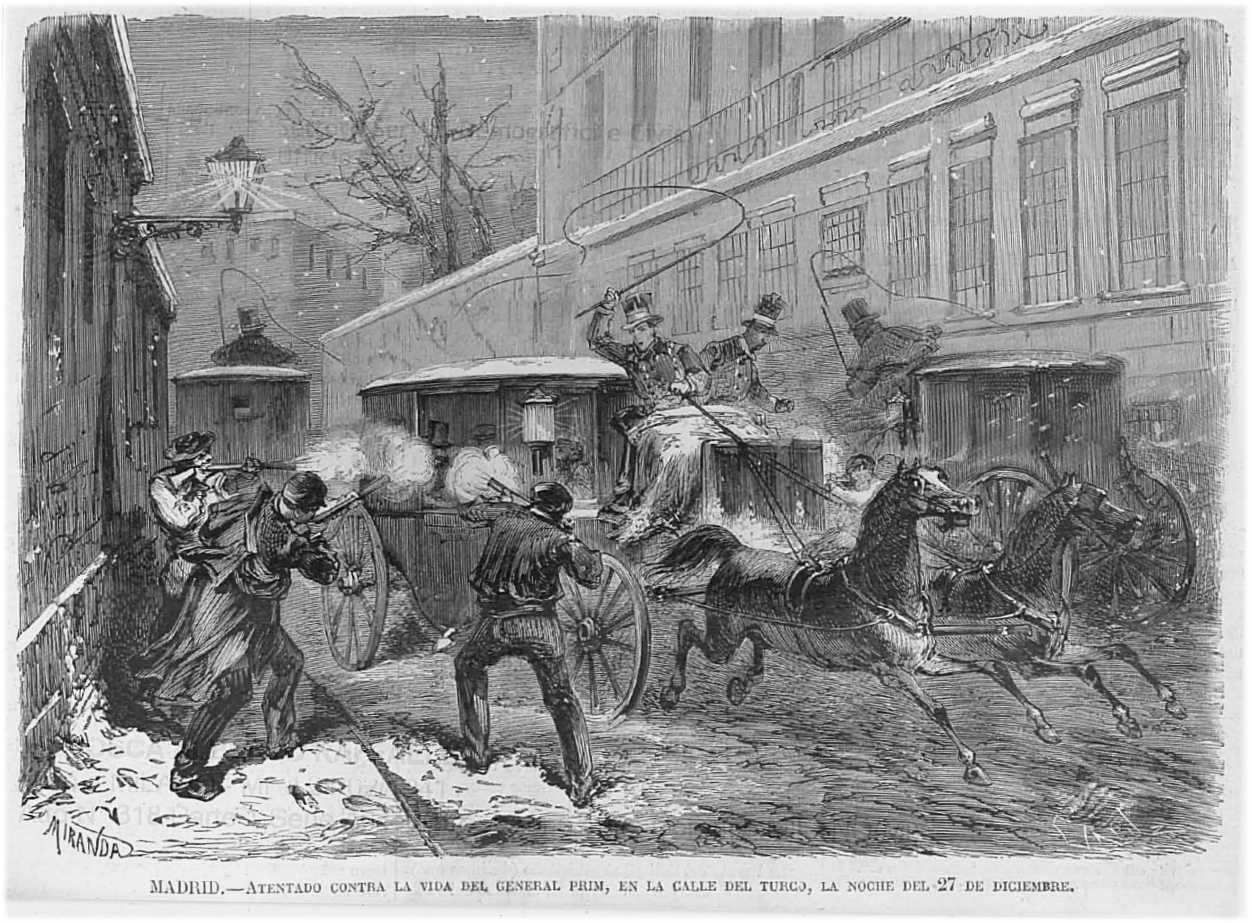
Atentado contra la vida del general Juan Prim en la calle del Turco, la noche del 27 de diciembre de 1870.

Hacia finales del siglo XVIII, se construyó en el mismo solar el palacio de Alcañices, y más tarde su entonces dueño, el duque de Sesto, encargará su reforma a Francisco de Cubas, el marqués de Cubas. En 1888, se construye allí parte del edificio del actual Banco de España, edificio que se ampliaría en 2006 para incluir la manzana entera, ampliación a cargo del arquitecto Rafael Moneo, y que incorpora el palacio de Lorite, sede de la desaparecida Banca García-Calamarte, que formaba la esquina de calle Alcalá con calle del Marqués de Cubas.
El 1 de junio de 1900 recibió el nombre de calle del Marqués de Cubas.
La Real Academia de Jurisprudencia y Legislación tiene su sede en el número 13 de la calle.

### Atentado
Sobre las 19:30 horas del 27 de diciembre de 1870, víspera de la llegada prevista a España de Amadeo I, el general Juan Prim, presidente del Consejo de Ministros y ministro de la Guerra, salió del palacio de las Cortes, y emprendió su ruta habitual por la calle del Turco hacia el palacio de Buenavista, sede del Ministerio de la Guerra. Su berlina fue abordada por tres individuos que dispararon sobre Prim, hiriéndole y a uno de sus ayudantes. Aunque en un primer momento no se temía por su vida, Prim moriría de sus heridas tres días después.

### Prensa
Hasta su cierre por los falangistas en 1939, los periódicos Heraldo de Madrid y El Liberal de Madrid, ambos pertenecientes a la Sociedad Editora Universal, tenían sus instalaciones en los números 5 y 7 de la calle. Poco después, en los locales expropiados, se instaló la redacción del diario Madrid, dirigido por Juan Pujol hasta su traslado a un nuevo edificio en 1947.

## Cultura popular
Pérez Galdos menciona la calle del Turco en la primera página de su novela sobre Amadeo I, que forma parte de los Episodios Nacionales, al situarse en su esquina con la carrera de San Jerónimo para ver pasar al cortejo del nuevo rey.